# Шики-Шики
Шики-Шики (порт. Xique-Xique) — город и муниципалитет в Бразилии, входит в штат Баия. Составная часть мезорегиона Вали-Сан-Франсискану-да-Баия. Входит в экономико-статистический микрорегион Барра. Население составляет 47 887 человек (на 2006 год). Занимает площадь 5671,439 км². Плотность населения — 8,4 чел./км².
Праздник города — 13 июня.

## История
Город основан в 1832 году.

## Статистика
- Валовой внутренний продукт (на 2003 год) составляет 84 107 895 реалов (данные: Бразильский институт географии и статистики).
- Валовой внутренний продукт на душу населения (на 2003 год) составляет 1811,46 реалов (данные: Бразильский институт географии и статистики).
- Индекс развития человеческого потенциала (на 2000 год) составляет 0,580 (данные: Программа развития ООН).

## География
Климат местности: полупустыня.